# Hutton Wandesley
Hutton Wandesley – osada w Anglii, w hrabstwie North Yorkshire, w dystrykcie (unitary authority) North Yorkshire, w civil parish Long Marston. Leży 10 km od miasta York. W 1971 roku civil parish liczyła 80 mieszkańców.